# González (Florida)
Gonzalez es un lugar designado por el censo ubicado en el condado de Escambia en el estado estadounidense de Florida. En el Censo de 2010 tenía una población de 13.273 habitantes y una densidad poblacional de 334,56 personas por km².

## Geografía
Gonzalez se encuentra ubicado en las coordenadas 30°34′58″N 87°17′17″O / 30.58278, -87.28806. Según la Oficina del Censo de los Estados Unidos, Gonzalez tiene una superficie total de 39.67 km², de la cual 39.13 km² corresponden a tierra firme y (1.36%) 0.54 km² es agua.

## Demografía
Según el censo de 2010, había 13.273 personas residiendo en Gonzalez. La densidad de población era de 334,56 hab./km². De los 13.273 habitantes, Gonzalez estaba compuesto por el 83.88% blancos, el 10.64% eran afroamericanos, el 0.89% eran amerindios, el 1.74% eran asiáticos, el 0.04% eran isleños del Pacífico, el 0.44% eran de otras razas y el 2.37% pertenecían a dos o más razas. Del total de la población el 2.86% eran hispanos o latinos de cualquier raza.